# Resolución 1004 del Consejo de Seguridad de las Naciones Unidas
La resolución 1004 del Consejo de Seguridad de las Naciones Unidas, adoptada por unanimidad el 12 de julio de 1995, después de reafirmar todas las resoluciones sobre la situación en la antigua Yugoslavia, el Consejo, actuando en virtud del Capítulo VII de la Carta de las Naciones Unidas, exigió que las fuerzas serbobosnias se retiraran de la zona segura de Srebrenica en Bosnia y Herzegovina y respetaran la seguridad del personal de la Fuerza de Protección de las Naciones Unidas (UNPROFOR). La resolución se aprobó durante la masacre de Srebrenica.
Tras reafirmar la soberanía, la integridad territorial y la independencia de Bosnia y Herzegovina, el Consejo de Seguridad expresó su profunda preocupación por la situación en Srebrenica y por la población civil de ese lugar. La situación resultó ser un reto para la UNPROFOR, especialmente porque había muchos desplazados en Potočari sin suministros humanitarios esenciales. Se condenó la detención del personal de la UNPROFOR y los ataques a la fuerza de mantenimiento de la paz por parte de las fuerzas serbias de Bosnia.
El Consejo exigió que las fuerzas serbobosnias cesaran su ofensiva y se retiraran inmediatamente de Srebrenica, añadiendo que las fuerzas debían respetar su estatus de zona segura. También exigió que se garantizara la seguridad del personal de la UNPROFOR y la liberación de algunos de sus miembros detenidos. Esto se volvió a tratar en la Resolución 1010. La resolución pidió a todas las partes que permitieran el acceso a la zona al Alto Comisionado de las Naciones Unidas para los Refugiados y a los organismos humanitarios internacionales para ayudar a la población civil y a restablecer los servicios públicos, y le pidió al Secretario General Boutros Boutros-Ghali que utilizara todos los recursos disponibles para restablecer el estatus de "zona segura" de Srebrenica.